# Mozi
Mozi (Chinees: 墨子; Pinyin: Mòzǐ) of Micius was een Chinees filosoof die leefde van circa 470 v.Chr. tot 391 v.Chr., tijdens de Periode van Lente en Herfst. Zijn echte naam was Mo Di (墨翟) en hij was afkomstig uit de staat Lu of Song.
De naam Mozi betekent 'meester Mo'. De school die naar hem vernoemd is noemt men het mohisme. Waarschijnlijk was Mozi van lagere komaf en aanvankelijk opgeleid als expert in het maken van wapens. Hij ontwikkelde zich echter tot een scherp denker en redevoerder, waarbij hij onder andere criteria formuleerde om op basis daarvan instituties en gewoontes te beoordelen. Na de dood van Mozi werd Ju zi leider van de mohinistische school. Deze beweging ging geleidelijk ten onder.
Hij had met name een hekel aan de pretenties van het confucianisme en taoïsme van de hogere standen. Toch was hij, net als Confucius, vooral bezig met de vraag wat behoorlijk bestuur was. Hierbij was hij tegen het overerven van macht en rijkdom, omdat selectie van bestuurders op basis van bekwaamheid zou moeten plaatsvinden. Hij predikte de algehele liefde voor alle medemensen zonder onderscheid en had een afkeer van alles dat het in praktijk brengen van deze liefde niet diende, zoals oorlog, maar ook rituelen en muziek. Zuinigheid was voor hem een belangrijke deugd.
Mozi maakte een scherp onderscheid tussen de deugdzame heersers zoals Yu de Grote van Xia, koning Tang van Shang en koning Wen en Wu van Zhou en tirannen zoals koning Jie van Xia, koning Zhou van Shang en koning You en Li van Zhou. De eersten waren heilige heersers die een hemelse beloning kregen, terwijl de tweeden werden bestraft door demonen. Op deze wijze moesten heersers gedwongen worden de hemelse wetten na te leven en zouden onderdanen aan hun zienswijze gebonden worden. De erbarmelijke positie van de onderklasse was volgens Mozi niet voorbestemd en moest worden verbeterd, o.a. door de armen van voedsel en kleding te voorzien..
Hoewel Mozi in een eerste instantie een idealist was, zitten er ook materialistische elementen in zijn filosofie, omdat zijn beroep op authentieke kennis soms ook relatie houdt met bewijs op basis van feiten. Volgens de Schotse godsdienstwetenschapper Ninian Smart (1927-2001)  zouden zijn doctrines zijn gesanctioneerd door de hemel (Tian, 天), het abstracte principe van een wezen dat de heerschappij voert over de goden, de mensen en de kosmos.